# 潭水
潭水，是中国长江流域的一条河流，汇入渌水，属于湘江水系。河长132千米，流域面积1464平方千米，多年平均流量37立方米每秒。自然落差528米。水能理论蕴藏量2万千瓦。